# Tití d'Aquino
El tití d'Aquino (Cheracebus aquinoi) és una espècie de primat de la família dels pitècids. És endèmic de l'Amazònia peruana. Fou separat de C. lucifer en un article publicat el 2022. Es diferencia de les altres espècies del gènere Cheracebus per tenir el pelatge dorsal marró rogenc, la corona del mateix color, una taca blanca amb forma de pitet al coll i les mans de color crema. Fou anomenat en honor del primatòleg Rolando Aquino.